# Arcfox Kaola

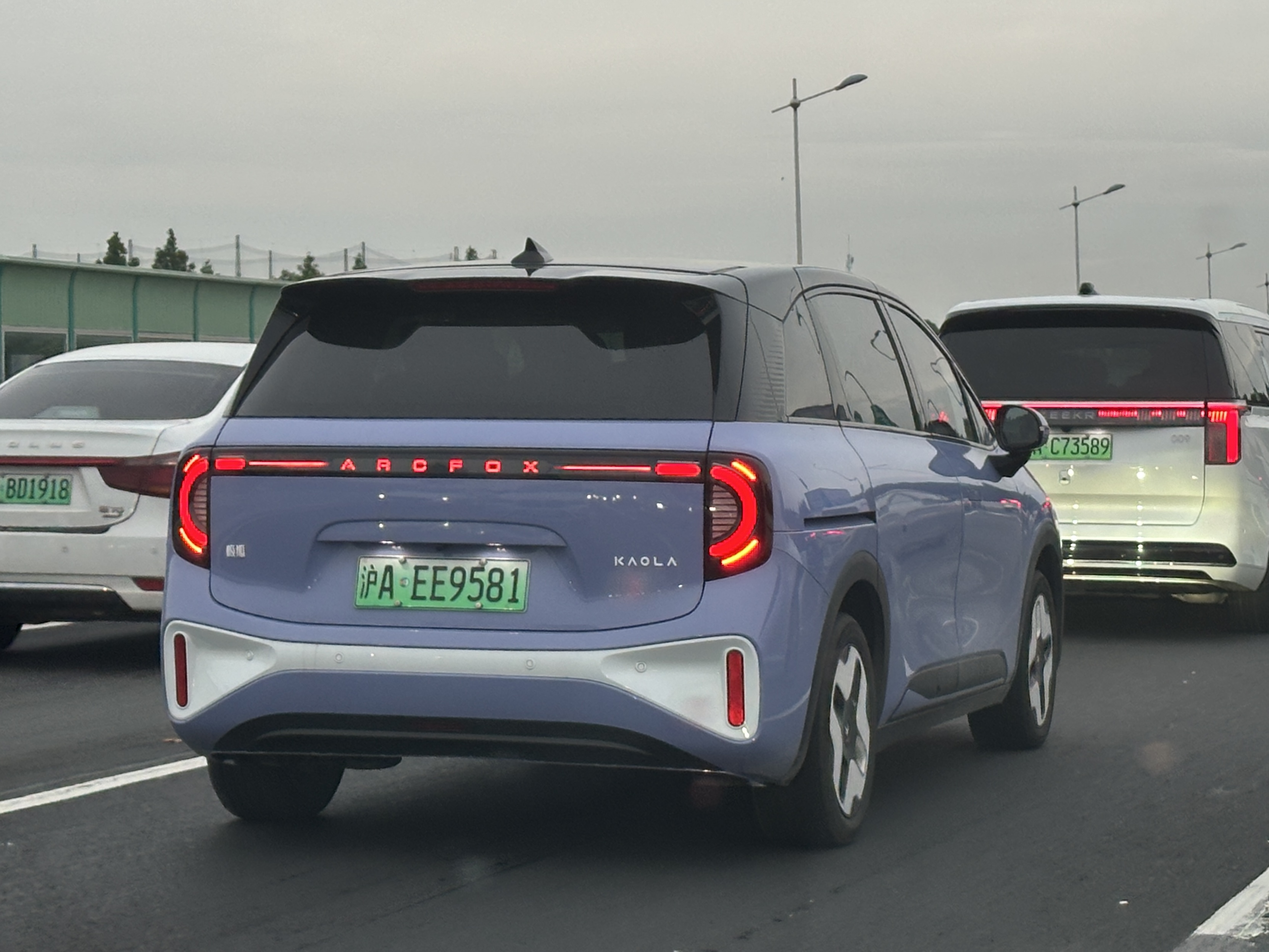
Вид сзади

Arcfox Kaola (кит. 考拉) — электромобиль-компактвэн, выпускающийся с 2023 года китайским автопроизводителем BAIC Motor под брендом Arcfox. Согласно Arcfox, Kaola предназначен для матерей с младенцами.

## Описание
Впервые Arcfox Kaola был представлен в январе 2023 года. В стандартной комплектации автомобиль оснащён электродвигателем мощностью 122 кВт (163 л. с.), развивающим максимальную скорость 160 км/ч. Ёмкость аккумулятора CATL составляет 58,86 кВт⋅ч, что обеспечивает запас хода 500 км по циклу CLTC.
Подобно BYD D1 и Bestune NAT, Arcfox Kaola оснащён сдвижной дверью с правой стороны, чтобы пассажиры не могли открыть дверь и потенциально задеть велосипедистов или пешеходов.